# Campigneulles-les-Grandes Churchyard
Campigneulles-les-Grandes Churchyard is een begraafplaats gelegen in de Franse plaats Campigneulles-les-Grandes (Pas-de-Calais). De militaire graven worden onderhouden door de Commonwealth War Graves Commission.
De begraafplaats telt 5 geïdentificeerde Gemenebest graven uit de Tweede Wereldoorlog.